# Камысла
Камысла (Каменка) — река в Промышленновском районе Кемеровской области России. Устье реки находится в 380 км по левому берегу реки Иня, в посёлке городского типа Промышленная.
Исток — родники южнее села Краснинское за каскадом прудов. Длина реки составляет 18 км.
На реке расположены п.г.т. Промышленная, село Краснинское и деревня Каменка.

## Данные водного реестра
По данным государственного водного реестра России относится к Верхнеобскому бассейновому округу, водохозяйственный участок реки — Иня, речной подбассейн реки — бассейны притоков (Верхней) Оби до впадения Томи. Речной бассейн реки — (Верхняя) Обь до впадения Иртыша.